# Robbie Williams' diskografi
Den engelske singer-songwriter Robbie Williams' diskografi består af 11 studiealbum, ét livealbum, syv opsamlingsalbums, én EP, 59 singler (inklusive seks som gæsteoptrædende), seks promotional singler og 56 musikvideo€r (inklusive to som gæsteoptrædende). Williams havde oprindeligt succes i boybandet Take That, som han blev en del af i 1990, efter en succesfuld audition: de udgav en serie hitsingler, der nåede nummer 1 på UK singles chart, inklsuive "Pray", "Relight My Fire", "Babe" og "Back for Good". Williams forlod Take That i 1995 for at få en solokarriere; gruppen gik i opløsning året efter.

## Albums

### Studiealbums
| Title                         | Album detaljer | Højeste hitlisteplacering | Højeste hitlisteplacering | Højeste hitlisteplacering | Højeste hitlisteplacering | Højeste hitlisteplacering | Højeste hitlisteplacering | Højeste hitlisteplacering | Højeste hitlisteplacering | Højeste hitlisteplacering | Højeste hitlisteplacering | Højeste hitlisteplacering | Salgstal                                                             | Certificeringer |
| Title                         | Album detaljer | UK                        | US                        | AUS                       | AUT                       | FRA                       | GER                       | IRL                       | NLD                       | NZ                        | SWE                       | SWI                       | Salgstal                                                             | Certificeringer |
| ----------------------------- | --- | ------------------------- | ------------------------- | ------------------------- | ------------------------- | ------------------------- | ------------------------- | ------------------------- | ------------------------- | ------------------------- | ------------------------- | ------------------------- | -------------------------------------------------------------------- | --- |
| Life Thru A Lens              | - Udgivet: 29. september 1997 (UK) - Pladeselskab: Chrysalis, EMI - Formater: CD, Kassettebånd                                    | 1                         | —                         | 34                        | 33                        | 34                        | 42                        | 5                         | 59                        | 24                        | —                         | 39                        | - UK: 2,097,548                                                      | - BPI: 8× Platin - ARIA: Guld - IFPI SWI: Guld |
| I've Been Expecting You       | - Udgivet: 26. oktober 1998 (UK) - Pladeselskab: Chrysalis, EMI - Formater: CD, kassettebånd                                      | 1                         | —                         | —                         | 24                        | 31                        | 16                        | 1                         | 35                        | 4                         | 21                        | 19                        | - UK: 2,586,517                                                      | - BPI: 10× Platin - BVMI: Guld - IFPI SWE: Guld - IFPI SWI: Platin - RMNZ: Platin - SNEP: 2× Guld                                                                   |
| Sing When You're Winning      | - Udgivet: 28 August 2000 (UK) - Pladeselskab: Chrysalis, EMI - Formater: CD, kassettebånd                                        | 1                         | 110                       | 7                         | 4                         | 19                        | 1                         | 1                         | 3                         | 1                         | 4                         | 2                         | - UK: 2,203,321 - FRA: 110,871                                       | - BPI: 8× Platin - ARIA: 3× Platin - BVMI: Platin - IFPI AUT: Guld - IFPI SWE: Platin - IFPI SWI: Guld - RMNZ: 7× Platin - SNEP: Guld                               |
| Swing When You're Winning     | - Udgivet: 19 November 2001 (UK) - Pladeselskab: Chrysalis, EMI - Formater: CD, kassettebånd                                      | 1                         | —                         | 3                         | 1                         | 21                        | 1                         | 1                         | 2                         | 1                         | 4                         | 1                         | - UK: 2,385,673 - FRA: 137,491                                       | - BPI: 7× Platin - ARIA: 4× Platin - BVMI: 5× Platin - IFPI AUT: 4× Platin - IFPI SWE: Platin - IFPI SWI: 3× Platin - RMNZ: 5× Platin - SNEP: Guld                  |
| Escapology                    | - Udgivet: 18 November 2002 (UK) - Pladeselskab: Chrysalis, EMI - Formater: CD, kassettebånd                                      | 1                         | 43                        | 3                         | 1                         | 3                         | 1                         | 1                         | 1                         | 3                         | 1                         | 1                         | - UK: 2,075,441 - FRA: 335,013                                       | - BPI: 6× Platin - ARIA: 5× Platin - BVMI: 4× Platin - IFPI AUT: 4× Platin - IFPI SWE: Platin - IFPI SWI: 5× Platin - RMNZ: 2× Platin - SNEP: Platin                |
| Intensive Care                | - Udgivet: 24. oktober 2005 (UK) - Pladeselskab: Chrysalis, EMI - Formater: CD, digital download                                  | 1                         | —                         | 1                         | 1                         | 2                         | 1                         | 1                         | 1                         | 1                         | 1                         | 1                         | - UK: 1,619,894 - FRA: 519,200 - MEX: 641,000 - Worldwide: 6,200.000 | - BPI: 5× Platin - ARIA: Platin - BVMI: 5× Platin - IFPI AUT: 3× Platin - IFPI SWE: Platin - IFPI SWI: 3× Platin - IRMA: 5× Platin - RMNZ: Platin - SNEP: 2× Platin |
| Rudebox                       | - Udgivet: 23. oktober 2006 (UK) - Pladeselskab: Chrysalis, EMI - Formater: CD, digital download                                  | 1                         | —                         | 1                         | 1                         | 3                         | 1                         | 2                         | 2                         | 14                        | 2                         | 1                         | - UK: 515,085                                                        | - BPI: 2× Platin - ARIA: 2× Platin - BVMI: 3× Platin - IFPI AUT: 2× Platin - IFPI SWE: Guld - IFPI SWI: 2× Platin - IRMA: 2× Platin - SNEP: Platin                  |
| Reality Killed the Video Star | - Udgivet: 6 November 2009 (UK) - Pladeselskab: Virgin - Formater: CD, digital download                                           | 2                         | 160                       | 1                         | 1                         | 2                         | 1                         | 6                         | 1                         | 7                         | 2                         | 1                         | - UK: 905,469                                                        | - BPI: 3× Platin - ARIA: Platin - BVMI: 2× Platin - IFPI AUT: Platin - IFPI SWE: Guld - IFPI SWI: Platin - IRMA: Guld - RMNZ: Guld - SNEP: Platin                   |
| Take the Crown                | - Udgivet: 2 November 2012 (UK) - Pladeselskab: Island, Universal - Formater: CD, digital download                                | 1                         | —                         | 4                         | 1                         | 9                         | 1                         | 1                         | 1                         | 12                        | 7                         | 1                         | - UK: 519,585                                                        | - BPI: Platin - ARIA: Guld - BVMI: Platin - IFPI AUT: Platin - IFPI SWI: Guld - IRMA: Guld                                                                          |
| Swings Both Ways              | - Udgivet: 18 November 2013 (UK) - Pladeselskab: Island, Universal - Formater: CD, digital download                               | 1                         | —                         | 2                         | 1                         | 38                        | 1                         | 2                         | 2                         | 12                        | 5                         | 1                         | - UK: 733,959                                                        | - BPI: 2× Platin - ARIA: Platin - BVMI: 2× Platin - IFPI AUT: 4× Platin - IFPI SWI: Platin - IRMA: Guld - RMNZ: Guld                                                |
| The Heavy Entertainment Show  | - Udgivet: 4 November 2016 (UK) - Pladeselskab: Robert Williams, Farrell Music Limited, Columbia - Formater: CD, digital download | 1                         | —                         | 4                         | 3                         | 19                        | 2                         | 1                         | 1                         | 17                        | 7                         | 1                         | - FR: 10.000                                                         | - BPI: Platin - ARIA: Guld - BVMI: Guld - IFPI AUT: Guld - NVPI: Guld                                                                                               |

### Livealbum
| Title             | Album detaljer                                                                                 | Højeste hitlisteplacering | Højeste hitlisteplacering | Højeste hitlisteplacering | Højeste hitlisteplacering | Højeste hitlisteplacering | Højeste hitlisteplacering | Højeste hitlisteplacering | Højeste hitlisteplacering | Højeste hitlisteplacering | Højeste hitlisteplacering | Højeste hitlisteplacering | Certificeringer |
| Title             | Album detaljer                                                                                 | UK                        | US                        | AUS                       | AUT                       | FRA                       | GER                       | IRL                       | NLD                       | NZ                        | SWE                       | SWI                       | Certificeringer |
| ----------------- | ---------------------------------------------------------------------------------------------- | ------------------------- | ------------------------- | ------------------------- | ------------------------- | ------------------------- | ------------------------- | ------------------------- | ------------------------- | ------------------------- | ------------------------- | ------------------------- | --- |
| Live at Knebworth | - Udgivet: 29. september 2003 (UK) - Pladeselskab: Chrysalis, EMI - Formater: CD, kassettebånd | 2                         | —                         | 3                         | 1                         | 12                        | 1                         | 2                         | 3                         | 6                         | 7                         | 2                         | - BPI: 2× Platin - ARIA: 2× Platin - BVMI: 4× Platin - IFPI AUT: Platin - IFPI SWE: Guld - IFPI SWI: 2× Platin - RMNZ: Platin - SNEP: Guld |

### Opsamlingsalbum
| Title                                                             | Album detaljer                                                                                      | Højeste hitlisteplacering | Højeste hitlisteplacering | Højeste hitlisteplacering | Højeste hitlisteplacering | Højeste hitlisteplacering | Højeste hitlisteplacering | Højeste hitlisteplacering | Højeste hitlisteplacering | Højeste hitlisteplacering | Højeste hitlisteplacering | Højeste hitlisteplacering | Sales                                  | Certificeringer |
| Title                                                             | Album detaljer                                                                                      | UK                        | US                        | AUS                       | AUT                       | BEL (FL)                  | GER                       | IRL                       | NLD                       | NZ                        | SWE                       | SWI                       | Sales                                  | Certificeringer |
| ----------------------------------------------------------------- | --------------------------------------------------------------------------------------------------- | ------------------------- | ------------------------- | ------------------------- | ------------------------- | ------------------------- | ------------------------- | ------------------------- | ------------------------- | ------------------------- | ------------------------- | ------------------------- | -------------------------------------- | --- |
| The Ego Has Landed                                                | - Udgivet: 13 May 1999 (AUS) - Pladeselskab: Chrysalis, EMI - Formater: CD, kassettebånd            | —                         | 63                        | 20                        | —                         | —                         | —                         | —                         | —                         | 1                         | —                         | —                         | - US: 598,000                          | - ARIA: Guld - RMNZ: 9× Platin - RIAA: Guld |
| Greatest Hits                                                     | - Udgivet: 18. oktober 2004 (UK) - Pladeselskab: Chrysalis, EMI - Formater: CD, digital download    | 1                         | —                         | 1                         | 1                         | 2                         | 1                         | 1                         | 1                         | 1                         | 2                         | 1                         | - UK: 2,315,132 - Worldwide: 6,000.000 | - BPI: 8× Platin - ARIA: 8× Platin - BEA: Platin - BVMI: 4× Platin - IFPI AUT: 4× Platin - IFPI SWE: Guld - IFPI SWI: 3× Platin - RMNZ: 2× Platin |
| Songbook                                                          | - Udgivet: 11. oktober 2009 (UK) - Pladeselskab: EMI - Formater: CD                                 | —                         | —                         | —                         | —                         | —                         | —                         | —                         | —                         | —                         | —                         | —                         |                                        | |
| In and Out of Consciousness: Greatest Hits 1990–2010              | - Udgivet: 11. oktober 2010 (UK) - Pladeselskab: Virgin - Formater: CD, digital download            | 1                         | —                         | 3                         | 1                         | 2                         | 1                         | 2                         | 3                         | 17                        | 4                         | 4                         | - UK: 717,444                          | - BPI: 2× Platin - ARIA: Guld - BEA: Guld - BVMI: Guld - IFPI AUT: Guld - IRMA: Guld                                                              |
| The Definitive Collector's Edition                                | - Udgivet: 6 December 2010 (UK) - Pladeselskab: Virgin - Formater: CD, digital download             | —                         | —                         | —                         | —                         | —                         | —                         | —                         | —                         | —                         | —                         | —                         |                                        | |
| Robbie Williams: Classic Album Selection                          | - Udgivet: 25 November 2013 (UK) - Pladeselskab: Universal - Formater: CD box set, digital download | —                         | —                         | —                         | —                         | —                         | —                         | —                         | —                         | —                         | —                         | —                         |                                        | |
| Under the Radar Vol. 1                                            | - Udgivet: 8 December 2014 - Pladeselskab: self-released - Formater: CD, digital download           | —                         | —                         | —                         | —                         | —                         | —                         | —                         | —                         | —                         | —                         | —                         |                                        | |
| "—" Nåede ikke hitlisterne eller blev ikke udgivet i dette område | |                           |                           |                           |                           |                           |                           |                           |                           |                           |                           |                           |                                        | |

### EP’er
| Title                   | Album details                                                                                |
| ----------------------- | -------------------------------------------------------------------------------------------- |
| iTunes Live from London | - Udgivet: 18 December 2009 (UK) - Pladeselskab: Chrysalis, EMI - Formater: Digital download |

## Singler

### 1990’erne - 2000’erne
| Title                                                 | År   | Højeste hitlisteplacering | Højeste hitlisteplacering | Højeste hitlisteplacering | Højeste hitlisteplacering | Højeste hitlisteplacering | Højeste hitlisteplacering | Højeste hitlisteplacering | Højeste hitlisteplacering | Højeste hitlisteplacering | Certificeringer                                                                                       | Album                         |
| Title                                                 | År   | UK                        | AUS                       | AUT                       | FRA                       | IRL                       | NLD                       | NZ                        | SWE                       | SWI                       | Certificeringer                                                                                       | Album                         |
| ----------------------------------------------------- | ---- | ------------------------- | ------------------------- | ------------------------- | ------------------------- | ------------------------- | ------------------------- | ------------------------- | ------------------------- | ------------------------- | --- | ----------------------------- |
| "Freedom"                                             | 1996 | 2                         | 6                         | 19                        | —                         | 6                         | 10                        | 39                        | 24                        | 8                         | - BPI: Sølv                                                                                           | Non-album single              |
| "Old Before I Die"                                    | 1997 | 2                         | 56                        | 30                        | —                         | 11                        | 32                        | —                         | —                         | 30                        | | Life thru a Lens              |
| "Lazy Days"                                           | 1997 | 8                         | —                         | —                         | —                         | —                         | —                         | —                         | —                         | —                         | | Life thru a Lens              |
| "South of the Border"                                 | 1997 | 14                        | —                         | —                         | —                         | —                         | —                         | —                         | —                         | —                         | | Life thru a Lens              |
| "Angels"                                              | 1997 | 4                         | 40                        | 12                        | 7                         | 2                         | 14                        | 23                        | 13                        | 4                         | - BPI: 2× Platin                                                                                      | Life thru a Lens              |
| "Let Me Entertain You"                                | 1998 | 3                         | 46                        | —                         | —                         | 13                        | —                         | 33                        | —                         | —                         | - BPI: Sølv                                                                                           | Life thru a Lens              |
| "Millennium"                                          | 1998 | 1                         | 24                        | 18                        | 16                        | 1                         | 29                        | 3                         | 12                        | 18                        | - BPI: Guld                                                                                           | I've Been Expecting You       |
| "No Regrets"                                          | 1998 | 4                         | —                         | 34                        | 67                        | 15                        | —                         | 29                        | 43                        | —                         | - BPI: Sølv                                                                                           | I've Been Expecting You       |
| "Strong"                                              | 1999 | 4                         | —                         | —                         | 99                        | 12                        | —                         | 9                         | —                         | —                         | - BPI: Sølv                                                                                           | I've Been Expecting You       |
| "She's the One" / "It's Only Us"                      | 1999 | 1                         | —                         | 16                        | 74                        | 9                         | 29                        | 3                         | 42                        | 20                        | - BPI: Guld                                                                                           | I've Been Expecting You       |
| "Win Some Lose Some"                                  | 2000 | —                         | —                         | —                         | —                         | —                         | —                         | 7                         | —                         | —                         | | I've Been Expecting You       |
| "Rock DJ"                                             | 2000 | 1                         | 4                         | 7                         | 40                        | 1                         | 6                         | 1                         | 18                        | 9                         | - BPI: Platin - ARIA: Platin - RMNZ: Guld                                                             | Sing When You're Winning      |
| "Kids" (with Kylie Minogue)                           | 2000 | 2                         | 14                        | —                         | —                         | 9                         | 11                        | 5                         | 31                        | 35                        | - BPI: Sølv - ARIA: Guld                                                                              | Sing When You're Winning      |
| "Supreme"                                             | 2000 | 4                         | 14                        | 3                         | 12                        | 10                        | 8                         | 3                         | 14                        | 4                         | - BPI: Sølv - SNEP: Guld                                                                              | Sing When You're Winning      |
| "Let Love Be Your Energy"                             | 2001 | 10                        | 53                        | 54                        | —                         | 26                        | 21                        | 11                        | —                         | 56                        | | Sing When You're Winning      |
| "Eternity/The Road to Mandalay"                       | 2001 | 1                         | —                         | 9                         | 45                        | 2                         | 17                        | 1                         | 34                        | 10                        | - BPI: Sølv                                                                                           | Sing When You're Winning      |
| "Better Man"                                          | 2001 | —                         | 6                         | —                         | —                         | —                         | —                         | 4                         | —                         | —                         | - ARIA: Guld                                                                                          | Sing When You're Winning      |
| "Somethin' Stupid" (with Nicole Kidman)               | 2001 | 1                         | 8                         | 2                         | 16                        | 2                         | 9                         | 1                         | 17                        | 3                         | - BPI: Guld - ARIA: Guld - BVMI: Guld - IFPI AUT: Guld - IFPI SWI: Guld - RMNZ: Guld - SNEP: Guld     | Swing When You're Winning     |
| "Mr. Bojangles/I Will Talk and Hollywood Will Listen" | 2002 | —                         | —                         | —                         | —                         | —                         | —                         | —                         | —                         | 68                        | | Swing When You're Winning     |
| "Feel"                                                | 2002 | 4                         | 10                        | 3                         | 6                         | 4                         | 1                         | 7                         | 3                         | 4                         | - BPI: Sølv - ARIA: Guld - BVMI: Guld - IFPI AUT: Guld - IFPI SWE: Guld - IFPI SWI: Guld - SNEP: Guld | Escapology                    |
| "Come Undone"                                         | 2003 | 4                         | 27                        | 15                        | 49                        | 14                        | 8                         | 25                        | 46                        | 45                        | | Escapology                    |
| "Something Beautiful"                                 | 2003 | 3                         | 24                        | 19                        | 70                        | 6                         | 8                         | 7                         | —                         | 52                        | | Escapology                    |
| "Sexed Up"                                            | 2003 | 10                        | 17                        | 45                        | —                         | 18                        | 12                        | 25                        | —                         | 59                        | | Escapology                    |
| "Radio"                                               | 2004 | 1                         | 12                        | 3                         | 48                        | 6                         | 9                         | —                         | 22                        | 14                        | - ARIA: Guld                                                                                          | Greatest Hits                 |
| "Misunderstood"                                       | 2004 | 8                         | 39                        | 21                        | —                         | 27                        | 8                         | —                         | 35                        | 26                        | | Greatest Hits                 |
| "Tripping"                                            | 2005 | 2                         | 7                         | 2                         | 9                         | 4                         | 1                         | 20                        | 2                         | 2                         | - BPI: Sølv - ARIA: Guld - IFPI SWI: Guld - SNEP: Guld                                                | Intensive Care                |
| "Make Me Pure"                                        | 2005 | —                         | —                         | —                         | —                         | —                         | 15                        | —                         | —                         | —                         | | Intensive Care                |
| "Advertising Space"                                   | 2005 | 8                         | 17                        | 8                         | 14                        | 20                        | 5                         | 32                        | 11                        | 9                         | | Intensive Care                |
| "Sin Sin Sin"                                         | 2006 | 22                        | 26                        | 15                        | 46                        | 23                        | 9                         | —                         | 45                        | 16                        | | Intensive Care                |
| "Rudebox"                                             | 2006 | 4                         | 13                        | 5                         | 31                        | 17                        | 4                         | —                         | 16                        | 1                         | | Rudebox                       |
| "Kiss Me"                                             | 2006 | —                         | —                         | —                         | —                         | —                         | —                         | —                         | 56                        | —                         | | Rudebox                       |
| "Lovelight"                                           | 2006 | 8                         | 25                        | 26                        | —                         | 28                        | 8                         | —                         | 23                        | 25                        | | Rudebox                       |
| "Bongo Bong and Je ne t'aime plus"                    | 2007 | —                         | —                         | —                         | —                         | —                         | —                         | —                         | —                         | 77                        | | Rudebox                       |
| "She's Madonna" (featuring Pet Shop Boys)             | 2007 | 16                        | —                         | 14                        | —                         | 38                        | 2                         | —                         | 20                        | 8                         | - BVMI: Guld                                                                                          | Rudebox                       |
| "Close My Eyes" (with Sander van Doorn)               | 2009 | —                         | —                         | —                         | —                         | —                         | 17                        | —                         | —                         | —                         | | Non-album single              |
| "Bodies"                                              | 2009 | 2                         | 4                         | 1                         | 8                         | 3                         | 1                         | 30                        | 4                         | 1                         | |                               |
| "You Know Me"                                         | 2009 | 6                         | 33                        | 25                        | —                         | 22                        | 10                        | —                         | 35                        | 51                        | - BPI: Sølv - BPI: Sølv - ARIA: Guld - BVMI: Guld - IFPI SWI: Platin                                  | Reality Killed the Video Star |

### 2010’erne
| Title                     | År   | Højeste hitlisteplacering | Højeste hitlisteplacering | Højeste hitlisteplacering | Højeste hitlisteplacering | Højeste hitlisteplacering | Højeste hitlisteplacering | Højeste hitlisteplacering | Højeste hitlisteplacering | Højeste hitlisteplacering | Certificeringer                                              | Album                                                |
| Title                     | År   | UK                        | AUS                       | AUT                       | FRA                       | IRL                       | NLD                       | NZ                        | SWE                       | SWI                       | Certificeringer                                              | Album                                                |
| ------------------------- | ---- | ------------------------- | ------------------------- | ------------------------- | ------------------------- | ------------------------- | ------------------------- | ------------------------- | ------------------------- | ------------------------- | ------------------------------------------------------------ | ---------------------------------------------------- |
| "Shame" (med Gary Barlow) | 2010 | 2                         | 62                        | 20                        | —                         | 8                         | 10                        | —                         | 24                        | 19                        | - BPI: Sølv                                                  | In and Out of Consciousness: Greatest Hits 1990–2010 |
| "Candy"                   | 2012 | 1                         | 59                        | 4                         | 14                        | 2                         | 3                         | 18                        | 42                        | 8                         | - BPI: Platin - BVMI: Guld - IFPI AUT: Guld - IFPI SWI: Guld | Take the Crown                                       |
| "Different"               | 2012 | 64                        | —                         | 37                        | —                         | 31                        | —                         | —                         | —                         | —                         |                                                              | Take the Crown                                       |
| "Be a Boy"                | 2013 | —                         | —                         | —                         | —                         | —                         | —                         | —                         | —                         | —                         |                                                              | Take the Crown                                       |
| "Go Gentle"               | 2013 | 10                        | —                         | 29                        | —                         | 28                        | —                         | —                         | —                         | 22                        |                                                              | Swings Both Ways                                     |
| "Dream a Little Dream"    | 2013 | 144                       | —                         | —                         | 160                       | —                         | —                         | —                         | —                         | 67                        |                                                              | Swings Both Ways                                     |
| "Shine My Shoes"          | 2014 | 89                        | —                         | —                         | —                         | —                         | —                         | —                         | —                         | —                         |                                                              | Swings Both Ways                                     |
| "Party Like a Russian"    | 2016 | 68                        | —                         | 39                        | 66                        | —                         | —                         | —                         | —                         | 45                        |                                                              | The Heavy Entertainment Show                         |
| "Love My Life"            | 2016 | 22                        | 36                        | 18                        | —                         | —                         | —                         | —                         | —                         | 8                         |                                                              | The Heavy Entertainment Show                         |
| "Mixed Signals"           | 2017 | —                         | —                         | —                         | —                         | —                         | —                         | —                         | —                         | —                         |                                                              | The Heavy Entertainment Show                         |
| "Time For Change"         | 2019 | —                         | —                         | —                         | —                         | —                         | —                         | —                         | —                         | —                         |                                                              | The Christmas Present                                |

### 2020’erne
| Title                                                             | År                    | Album |                |      |              |
| ----------------------------------------------------------------- | --------------------- | ----- | -------------- | ---- | ------------ |
| Title                                                             | År                    | Album | "Strange Days" | 2020 | Strange Days |
| "Can't Stop Christmas"                                            | The Christmas Present |       |                | 2020 |              |
| "—" Nåede ikke hitlisterne eller blev ikke udgivet i dette område |                       |       |                |      |              |

### Som gæsteopræden
| Titel                                                               | År   | Højeste hitlisteplacering | Højeste hitlisteplacering | Højeste hitlisteplacering | Højeste hitlisteplacering | Højeste hitlisteplacering | Højeste hitlisteplacering | Højeste hitlisteplacering | Højeste hitlisteplacering | Højeste hitlisteplacering | Højeste hitlisteplacering | Certificeringer              | Album                         |
| Titel                                                               | År   | UK                        | AUS                       | AUT                       | FRA                       | GER                       | IRL                       | NLD                       | NZ                        | SWE                       | SWI                       | Certificeringer              | Album                         |
| ------------------------------------------------------------------- | ---- | ------------------------- | ------------------------- | ------------------------- | ------------------------- | ------------------------- | ------------------------- | ------------------------- | ------------------------- | ------------------------- | ------------------------- | ---------------------------- | ----------------------------- |
| "My Culture" (1 Giant Leap featuring Maxi Jazz and Robbie Williams) | 2002 | 9                         | 30                        | —                         | —                         | 69                        | 24                        | 33                        | 26                        | —                         | 51                        |                              | 1 Giant Leap                  |
| "Do They Know It's Christmas?" (with Band Aid 20)                   | 2004 | 1                         | 9                         | 15                        | 72                        | 7                         | 1                         | 4                         | 1                         | 2                         | 7                         | - BPI: 2× Platin             | Non-album singles             |
| "Everybody Hurts" (with Helping Haiti)                              | 2010 | 1                         | 28                        | 23                        | —                         | 16                        | 1                         | 45                        | 17                        | 21                        | 16                        |                              | Non-album singles             |
| "He Ain't Heavy, He's My Brother" (with The Justice Collective)     | 2012 | 1                         | —                         | —                         | —                         | —                         | 4                         | —                         | —                         | —                         | —                         |                              | Non-album singles             |
| "Goin' Crazy" (Dizzee Rascal featuring Robbie Williams)             | 2013 | 5                         | —                         | 57                        | —                         | 32                        | 25                        | —                         | —                         | —                         | —                         |                              | The Fifth                     |
| "The Days" (Avicii, featuring uncredited vocals by Robbie Williams) | 2014 | 82                        | 10                        | 3                         | 52                        | 7                         | 18                        | 8                         | 6                         | 1                         | 2                         | - ARIA: Platin - GLF: Platin | The Days / Nights and Stories |
| "—" Nåede ikke hitlisterne eller blev ikke udgivet i dette område   |      |                           |                           |                           |                           |                           |                           |                           |                           |                           |                           |                              |                               |

### Promotional singles
| "Karma Killer"                                                    | 1998 | — | I've Been Expecting You                              |
| "United"                                                          | 2000 | — | single release                                       |
| "My Way" (live)                                                   | 2001 | — | Live at The Albert                                   |
| "Mack the Knife"                                                  | 2001 | — | Swing When You're Winning                            |
| "Hot Fudge" (live)                                                | 2003 | — | Live at Knebworth                                    |
| "Heart and I"                                                     | 2011 | — | In and Out of Consciousness: Greatest Hits 1990–2010 |
| "—" Nåede ikke hitlisterne eller blev ikke udgivet i dette område |      |   |                                                      |

## Other charted songs
| Titel                                        | År   | Højeste hitlisteplacering | Højeste hitlisteplacering | Højeste hitlisteplacering | Album            |
| Titel                                        | År   | UK                        | AUT                       | GER                       | Album            |
| -------------------------------------------- | ---- | ------------------------- | ------------------------- | ------------------------- | ---------------- |
| "I Wan'na Be Like You" (featuring Olly Murs) | 2013 | 78                        | 55                        | 85                        | Swings Both Ways |

## Gæsteoptræden
| Titel                                        | År   | Andre kunstnere                  | Album                                                         |
| -------------------------------------------- | ---- | -------------------------------- | ------------------------------------------------------------- |
| "I Started a Joke"                           | 1998 | The Orb                          | Gotta Get a Message to You                                    |
| "Are You Gonna Go My Way"                    | 1999 | Tom Jones                        | Reload                                                        |
| "There Are Bad Times Just Around the Corner" | 1999 | none                             | Twentieth-Century Blues: The Songs of Noël Coward             |
| "Surface Noise"                              | 2000 | Sound 5                          | No Illicit Dancing                                            |
| "That Old Black Magic"                       | 2000 | Jane Horrocks                    | The Further Adventures of Little Voice                        |
| "Sweet Gene Vincent"                         | 2001 | none                             | Brand New Boots and Panties                                   |
| "We Are the Champions"                       | 2001 | Queen                            | A Knight's Tale soundtrack                                    |
| "Have You Met Miss Jones?"                   | 2002 | none                             | Bridget Jones's Diary soundtrack                              |
| "Not of This Earth"                          | 2002 | none                             | Bridget Jones's Diary soundtrack                              |
| "You're the Why"                             | 2002 | none                             | Ten More Turnips from the Tip                                 |
| "Beyond the Sea"                             | 2003 | none                             | Finding Nemo soundtrack                                       |
| "A Man for All Seasons"                      | 2003 | none                             | Johnny English soundtrack                                     |
| "It's De-Lovely"                             | 2004 | none                             | De-Lovely soundtrack                                          |
| "Jealousy" (live)                            | 2006 | Pet Shop Boys                    | Concrete                                                      |
| "The Only One I Know"                        | 2007 | Mark Ronson                      | Version                                                       |
| "Lola"                                       | 2007 | none                             | Radio 1 Established 1967                                      |
| "Collision of Worlds"                        | 2011 | Brad Paisley                     | Cars 2 soundtrack                                             |
| "Muñequita Linda (Te Quiero Dijiste)"        | 2012 | Thalía                           | Habítame Siempre                                              |
| "Let's Go All the Way"                       | 2013 | The Wondergirls, Ashley Hamilton | Iron Man 3: Heroes Fall —Music Inspired by the Motion Picture |